# Naj Tunich
A Naj Tunich (kiejtése körülbelül: nah tunics) egy guatemalai barlang, ahol nagy régészeti jelentőséggel bíró maja sírokat és 80-nál is több sziklafestményt és -feliratot találtak. Neve a maja (kicse) nyelvből származik, jelentése kőház. 1981-ben a National Geographic magazin augusztusi számának címlapján a Naj Tunich egyik sziklarajza jelent meg.

## Leírás
A Petén megye délkeleti részén, Poptún község külterületén, a belizei határtól 6,5 km-re található barlangot 1980-ban fedezte fel egy kekcsi származású, Bernabe Pop nevű vadász. Feltételezések szerint a maják az időszámításunk szerinti 100. év tájától kezdve szent helyként tisztelték, és egészen a 10. század elejéig lakták.
A barlang bejárata után egy 30–40 méter széles, ugyanilyen magas és 150 méter hosszú csarnok található, ahol a maják egykor szertartásokat végeztek. Mivel gyermekek és fiatalok sírjait is megtalálták a barlangban, azt feltételezik, hogy bizonyos szertartásokon emberáldozatokat is bemutattak. Ebből az előcsarnokból egy további járat nyílik, amely a barlang mélyebb részeibe, a sziklarajzok lelőhelyéhez vezet. A barlang jelenleg ismert hossza 3 km körüli, de elképzelhető, hogy kapcsolatban áll a 60 km-es hosszt is meghaladó Chiquibul-barlangokkal is.
Néhány mai maja sámán újra használatba vette a barlangot, és időnként eljön ide szertartásokat végezni. A legfontosabb ilyen szertartásnap október 12.

## Látogathatóság
1998-ban a rongálások megakadályozása érdekében a barlangot a bejárati csarnok kivételével a turisták elől lezárták, és 2007-ben körülbelül 400 méter távolságra kialakítottak egy „másolat-barlangot”, ahol a sziklarajzok másolatai tekinthetők meg. Közelében étterem várja a vendégeket, és szakvezetés igénybevételére is lehetőség van.
A barlang Poptúnból egy 35 km-es földúton közelíthető meg, amely a száraz évszakban bármilyen járművel könnyen járható. Ez az út La Compuertába vezet, ahonnan körülbelül 45 percnyi, közepes nehézségű terepen történő, többnyire lefelé ereszkedő gyaloglás után érhető el a Naj Tunich.

## Képek

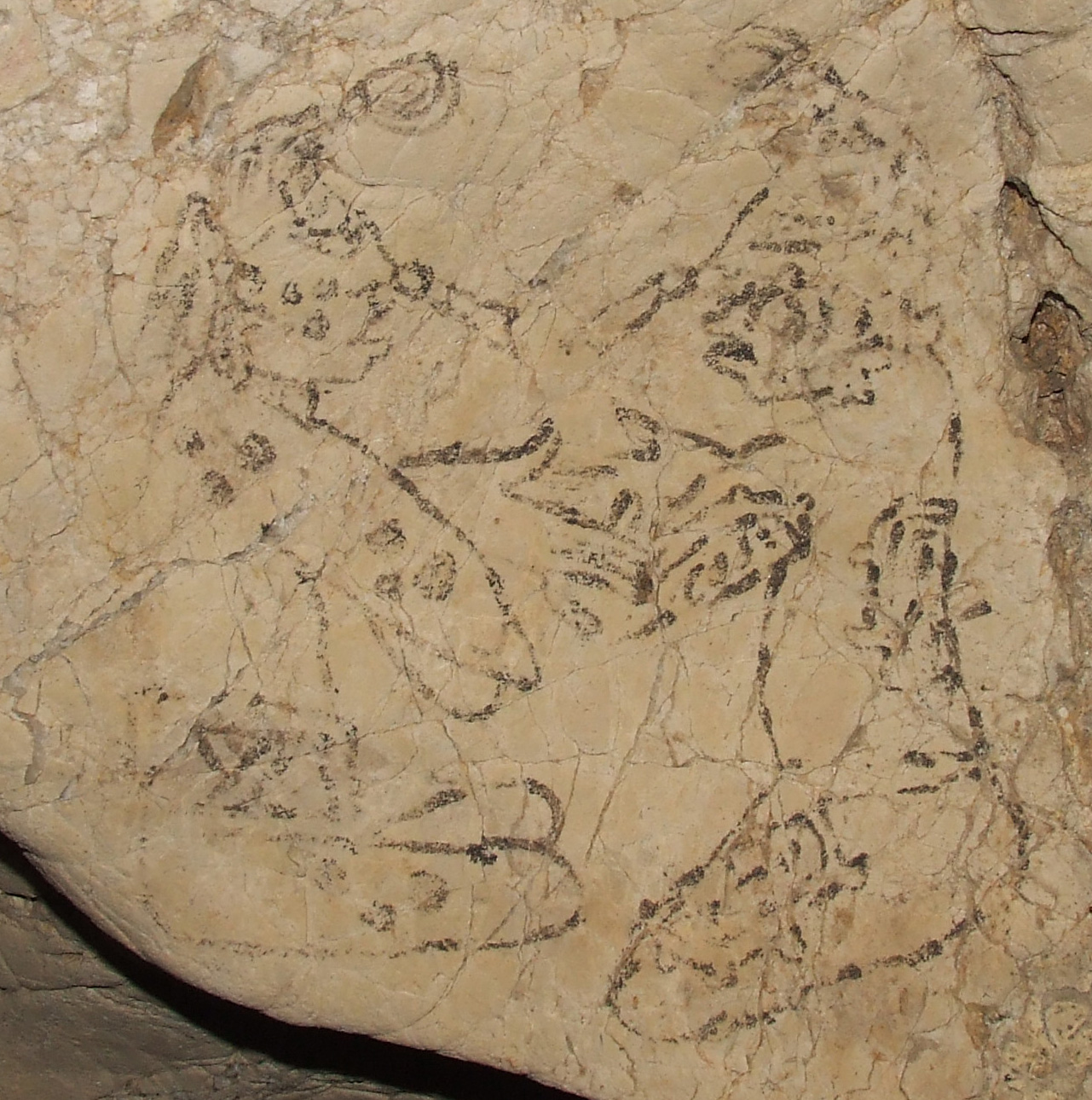
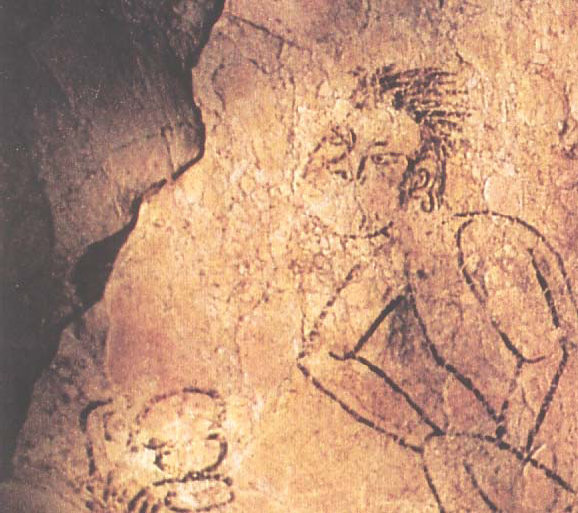
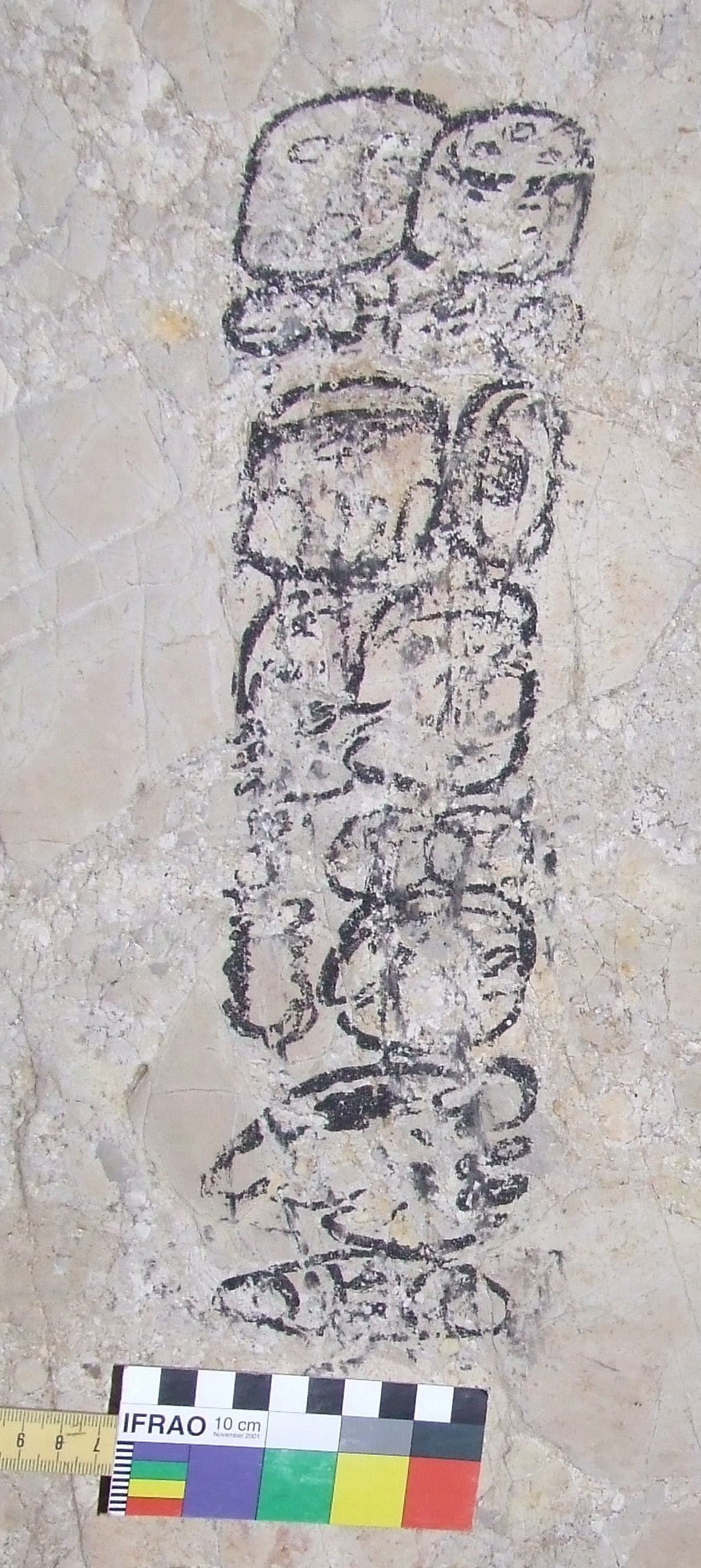